# Crisis energética mundial de 2021-presente
La crisis energética mundial desde 2021 es una escasez de energía a nivel global provocada en 2021 por la fuerte recuperación económica mundial tras la recesión ligada a la pandemia de COVID-19 de 2020, y recrudecida a partir de marzo de 2022 por la invasión rusa de Ucrania.

## Antecedentes
En diciembre de 2020, tras meses de restricciones, China bloqueó totalmente las importaciones de carbón de Australia, que era la mayor fuente de carbón importado por China.
La peor sequía de Brasil en casi un siglo amenaza su suministro de electricidad. Brasil depende de la energía hidroeléctrica para dos tercios de su electricidad.
Euractiv informó que el Comisario europeo de Acción por el Clima, Frans Timmermans, declaró ante el Parlamento Europeo en Estrasburgo que «alrededor de una quinta parte del aumento del precio de la energía puede atribuirse al incremento de los precios del CO2 en el mercado del carbono de la UE».

## Impacto internacional

### China
China se enfrenta a su peor crisis energética en décadas. The Guardian informó de que «Las empresas del corazón industrial han recibido la orden de limitar el consumo, los residentes han sido sometidos a apagones continuos y se han cancelado los espectáculos de luz anuales».
Los precios de los metales industriales, como el cobre, el zinc y el aluminio, se han disparado hasta alcanzar niveles récord, ya que la escasez de energía en China eleva los costes de la electricidad y el gas natural. El precio del aluminio ha alcanzado un máximo de 13 años.
La crisis energética ha intensificado las presiones sobre China de cara a los Juegos Olímpicos de Invierno de 2022. Al-Jazeera informó de que "la crisis energética de China es en parte obra suya, ya que el presidente Xi Jinping intenta garantizar un cielo azul en los Juegos Olímpicos de Invierno de Pekín el próximo mes de febrero y demostrar a la comunidad internacional que se toma en serio la descarbonización de la economía".

### Estados Unidos
La crisis energética de Texas de 2021 fue una crisis en el estado de Texas en los Estados Unidos con fallas masivas de servicios públicos, como cortes de energía, escasez de agua y alimentos y condiciones climáticas peligrosas. La crisis fue el resultado de dos fuertes tormentas invernales que azotaron Estados Unidos del 10 al 11 de febrero y del 13 al 17 de febrero. Más de 4,5 millones de hogares y negocios en Texas se quedaron sin electricidad, algunos durante varios días. Los funcionarios republicanos del gobierno incluido el gobernador de Texas, Greg Abbott, inicialmente culparon a las turbinas eólicas y los paneles solares congelados por las tormentas como causa de las interrupciones de energía, pero, según varios reportes, las líneas de gas natural congeladas y la falta de tecnología estándar de acondicionamiento para el invierno fueron la causa principal.

### Europa
Debido a una combinación de condiciones desfavorables, que implican el aumento de la demanda de gas natural, la disminución de su suministro desde Estados Unidos, Noruega y Rusia a los mercados europeos, la menor generación de energía por parte de fuentes renovables como la eólica, la hidráulica y la solar, y el frío invierno que dejó agotados los depósitos de gas europeos, Europa se enfrentó a fuertes subidas de los precios del gas en 2021. Algunos críticos culparon al Régimen de Comercio de Derechos de Emisión de la Unión Europea (EU ETS) y al cierre de plantas nucleares de contribuir a la crisis energética.
Rusia ha suministrado en los contratos a largo plazo, pero no ha suministrado gas adicional en el mercado al contado. En octubre de 2021, la Unidad de Inteligencia de The Economist informó de que Rusia tenía una capacidad de exportación de gas adicional limitada debido a su propia y elevada demanda interna, con una producción cercana a su máximo. Además, se ha acusado al Kremlin de pregonar la necesidad de Nord Stream 2, pero algunos analistas energéticos consideran que la escasez de energía en Europa es autoinfligida, y culpan a las sanciones de la Unión Europea a las entidades rusas, entre otras razones.
Las exportaciones estadounidenses de gas natural licuado (GNL) a China y otros países asiáticos aumentaron en 2021, con compradores asiáticos dispuestos a pagar precios más altos que los importadores europeos. Por su parte, el yacimiento de gas de Groninga, en los Países Bajos, el mayor campo de gas natural de Europa, dejará de producir a mediados de 2022 —Reuters informó de que «la extracción se volvió problemática en los últimos años, ya que una serie de temblores causados por la producción de gas dañaron casas y edificios en la región»—. A finales de 2021, los precios de la energía en Europa siguieron aumentando, mientras que una escasez energética sin precedentes, sobre todo de gas natural, lastró los indicadores de crecimiento económico. Los mercados de gas natural licuado estuvieron tensos durante todo el 2021.

#### Alemania
El gobierno de Alemania decidió eliminar tanto las centrales nucleares como las de carbón.

#### Bélgica
Un estudio de la Comisión para la Regulación de la Electricidad y el Gas muestra un aumento del 30% en el precio de la electricidad y del 50% en el del gas natural en Bélgica.

#### España
En España, los precios de la electricidad aumentaron más de un 200%.
El 1 de noviembre de 2021, Argelia interrumpió las exportaciones de gas natural a España a través del Gasoducto Magreb-Europa. Argelia es el mayor proveedor de gas de España. Con el objetivo de contener el incremento en el coste, el 1 de abril de 2022 el Gobierno aplicó un descuento de 20 céntimos.

#### Francia
La subida de los precios del gas natural y del gasóleo de calefacción ha provocado un aumento de los gastos de subsistencia, sobre todo para los inquilinos y los propietarios de terrenos rurales. Se adoptaron medidas socioeconómicas para contrarrestar el aumento de los precios de la energía, que afectan desproporcionadamente a las familias trabajadoras y a los inmigrantes. La crisis energética de 2021, complicada por las tensiones políticas en Europa del Este y la escasez de suministros de gas natural, ha costado al Estado francés 580 millones de euros (685 millones de dólares) más al año.
La crisis energética se ha visto agravada por el cierre de numerosas centrales nucleares francesas. Debido a los confinamientos por la pandemia de COVID-19, en 2020 se retrasaron las revisiones previstas de varias centrales nucleares, algunas de las cuales requieren el cese de la producción eléctrica. Tras la reanudación de las inspecciones, en diciembre de 2021, se detectaron grietas causadas por corrosión bajo tensión en la soldadura de una tubería  de la central nuclear de Civaux. EDF, la empresa encargada de operar los reactores nucleares en Francia, decidió apagar otras centrales nucleares con un diseño similar para comprobar si presentaban los mismos defectos por corrosión. Grietas similares fueron encontradas en otras centrales durante dichas inspecciones.  Debido a ello, las inspecciones se extendieron a todas las centrales nucleares de Francia, de manera que casi la mitad de los reactores nucleares llegaron a estar parados simultáneamente por revisiones o reparaciones posteriores.
Para compensar la menor capacidad de producción eléctrica, se incrementó la importación de electricidad, llegando en algunos momentos a utilizarse las interconexiones eléctricas a máxima capacidad. Aun así, el operador de la red eléctrica francesa, RTE, tuvo que emitir una alerta para el día 4 de abril de 2022 ante la previsión de que no podría atender la demanda eléctrica. Gracias a la colaboración de los consumidores y al corte eléctrico a determinadas industrias que forman parte del servicio de interrumpibilidad, se pudo cubrir la demanda eléctrica sin que se produjeran apagones no programados.

#### Reino Unido
A partir de agosto de 2021, los elevados precios europeos del gas natural al por mayor provocaron el cierre de algunos pequeños proveedores nacionales en el Reino Unido. En septiembre de 2021, las compras de pánico de gasolina y gasóleo por parte de los consumidores del Reino Unido provocaron graves interrupciones en el suministro de combustible para carreteras.

### India
India está al borde de la crisis energética, ya que las reservas de carbón del país en las centrales eléctricas son peligrosamente bajas.

## Respuesta
En octubre de 2021, el productor estadounidense Venture Global LNG firmó tres acuerdos de suministro a largo plazo con la empresa estatal china Sinopec para suministrar gas natural licuado. Las importaciones chinas de gas natural estadounidense serán más del doble.
El 28 de octubre de 2021, los precios del gas natural en Europa cayeron al menos un 12% después de que Gazprom anunciara que aumentaría los suministros a Europa tras el llenado de los almacenes nacionales rusos, aproximadamente el 8 de noviembre. Noruega había aumentado la producción de gas y la bajada de los precios del carbón en China también está contribuyendo a reducir los precios del gas natural.
El primer ministro húngaro, Viktor Orbán, achacó la subida récord de los precios de la energía a los planes de la Comisión Europea sobre el "Green Deal". A pesar del impacto de los elevados precios de la energía, Kadri Simson, comisario de Energía de la UE, insistió en que no hay planes de dar marcha atrás en el "Pacto Verde" del bloque, que pretende que la UE sea climáticamente neutra para 2050", informó Político. En su intervención en la cumbre climática COP26 de Glasgow, el primer ministro checo Babiš denunció el Green Deal europeo, afirmando que la Comisión Europea "sigue proponiendo políticas peligrosas como la prohibición de los motores de combustible en 2035, o los derechos de emisión de carbono para el transporte y la vivienda individual". Debido a una legislación inadecuada y a la especulación, el precio de los derechos de emisión se ha descontrolado, lo que ha provocado el aumento de los costes de la electricidad."
El asesor de seguridad nacional del presidente de Estados Unidos, Joe Biden, Jake Sullivan, hizo una declaración en la que pedía a la OPEP+ que aumentara la producción de petróleo para "compensar los recortes de producción anteriores que la OPEP impuso durante la pandemia hasta bien entrado 2022". El 28 de septiembre de 2021, Sullivan se reunió en Arabia Saudita con el príncipe heredero saudí Mohamed bin Salmán para hablar de los altos precios del petróleo. El precio del petróleo rondaba los 80 dólares por barril en octubre de 2021, el más alto desde 2014.

Países por reservas probadas de gas natural (2018), según datos del CIA World Factbook. Irán tiene las segundas mayores reservas de gas natural del mundo después de Rusia.

El ministro de Petróleo iraní, Javad Owji, dijo que si se levantan las sanciones impuestas por Estados Unidos a la industria del petróleo y el gas de Irán, este país tendrá toda la capacidad para hacer frente a la crisis energética mundial.
El ministro de Energía de Catar, Saad Sherida al-Kaabi, declaró que "hay una enorme demanda de todos nuestros clientes, y lamentablemente no podemos atender a todos. Por desgracia, en mi opinión, esto se debe a que el mercado no invierte lo suficiente en la industria [del gas]".
La presidenta de la Comisión Europea, Ursula von der Leyen, afirmó que "Europa depende hoy demasiado del gas y de las importaciones de gas. La respuesta tiene que ver con la diversificación de nuestros proveedores y sobre todo, con la aceleración de la transición a la energía limpia".
El comisario europeo de Acción por el Clima, Frans Timmermans, sugirió que "la mejor respuesta a este problema hoy es reducir nuestra dependencia de los combustibles fósiles".
A finales de octubre de 2021, el embajador ruso Andrei Kelin negó que Rusia esté reteniendo el suministro de gas por motivos políticos. Según el embajador, la entrega de gas natural a través de Ucrania se ha incrementado hasta un 15% para noviembre de 2021, pero no estaba claro si este aumento tendría un efecto inmediato en el suministro de gas natural en Europa. Además, este aumento del suministro de gas se vio obstaculizado por la falta de modernización de los gasoductos ucranianos, según la fuente.